# Chtchoutchyn
Pour les articles homonymes, voir Szczuczyn.
Chtchoutchyn (en biélorusse : Шчучын ; en lacinka : Ščučyn) ou Chtchoutchine (en russe : Щучин ; en polonais : Szczuczyn) est une ville de la voblast de Hrodna, en Biélorussie, et le centre administratif du raïon de Chtchoutchyn. Sa population s'élevait à 15 511 habitants en 2017.

## Géographie
Chtchoutchyn est située à 60 km au sud-est de Hrodna ou Grodno et à 188 km à l'ouest de Minsk.

## Histoire
La première mention de Chtchoutchyn remonte à l'année 1436, mais sa fondation date de 1537 ; elle est mentionnée dans le Livre des Actes du Grand-duché de Lituanie (en lituanien : Lietuvos Metrika) conservé dans les archives gouvernementales de Lituanie. La possession du village passa d'une famille noble à une autre : les Radziwill, les Drucki-Lubecki(Drutskiya-Liubetskis), etc. Un ordre monastique catholique y fut créé en 1726 par une résolution de la Diète de Pologne. Chtchoutchyn fut plusieurs fois ravagée au cours de son histoire, en particulier à l'époque de la Guerre du Nord, lorsque la fut prise par le roi Charles XII de Suède. Après la troisième partition de la Pologne, 1795, Chtchoutchyn fut rattachée à l'Empire russe. En juin 1812, elle fut occupée par les troupes françaises, en 1915, par l'armée allemande. Le futur général de Gaulle, alors prisonnier de guerre, y fut détenu quelque temps. En 1919, l'Armée rouge tenta de s'emparer du territoire de Biélorussie occidentale en prenant et en fortifiant la ligne Martinkantsy - Chtchoutchyn - Tchtchara - lac Vygonovskoïe. Toutefois, la supériorité des forces polonaises alliées à celles de la région de Grodno obligea l'Armée rouge à reculer et Chtchoutchyn resta polonaise.
Au début de la Seconde Guerre mondiale, l'armée allemande occupa la ville du 8 au 23 septembre 1939, puis, conformément au pacte germano-soviétique, laissa la place à l'Armée rouge, qui fit son entrée le 27 septembre. La ville fut à nouveau envahie par les troupes allemandes le 24 juin 1941. La communauté juive de la ville, qui comptait alors quelque 2 000 personnes, subit d'abord des pogroms qui se produisirent en l'absence de toute autorité et qui firent 300 morts. Puis la Gestapo regroupa une partie des Juifs dans un ghetto établi le 8 août, tandis que 600 autres étaient massacrés,. Le ghetto fut liquidé le 2 novembre 1942, les survivants envoyés dans un camp de transit proche, qui avait préalablement accueilli des prisonniers de guerre polonais et soviétiques, puis à Auschwitz. Le 29 avril 1944, une unité de la résistance polonaise, l'Armia Krajowa, tenta de prendre la ville mais fut complètement massacrée. Finalement l'Armée rouge entra dans Chtchoutchyn en juillet 1944.
Elle accéda au statut de ville en 1962. Pendant la guerre froide, une très importante base aérienne soviétique était en activité à l'est de la ville.
Les armoiries adoptées en 2006 représentent une couronne d'or sur un champ bleu avec le monogramme argent « S » et « I ». Elles reprennent les armoiries de la ville données le 23 mai 1761.

## Population
Recensements (*) ou estimations de la population :
| 1866  | 1897* | 1923  | 1939* | 1959* | 1970*  |
| ----- | ----- | ----- | ----- | ----- | ------ |
| 1 088 | 1 742 | 1 539 | 6 500 | 6 569 | 10 337 |

| 1979*  | 1989*  | 1999*  | 2009*  | 2011   | 2012   |
| ------ | ------ | ------ | ------ | ------ | ------ |
| 12 856 | 15 364 | 16 200 | 15 042 | 15 042 | 15 075 |

| 2013   | 2014   | 2015   | 2016   | 2017   | - |
| ------ | ------ | ------ | ------ | ------ | - |
| 15 283 | 15 481 | 15 471 | 15 538 | 15 511 | - |

## Jumelage
La ville est jumelée à :
- Gourievsk (Russie)